# ماتیلدا فورسلوند
ماتیلدا فورسلوند (انگلیسی: Matilda Forslund؛ زادهٔ ۹ نوامبر ۱۹۸۹) بازیکن فوتبال اهل سوئد است.